# 3310 Patsy
3310 Patsy је астероид главног астероидног појаса чија средња удаљеност од Сунца износи 3,009 астрономских јединица (АЈ).
Апсолутна магнитуда астероида је 10,8.